# Tres Cruces

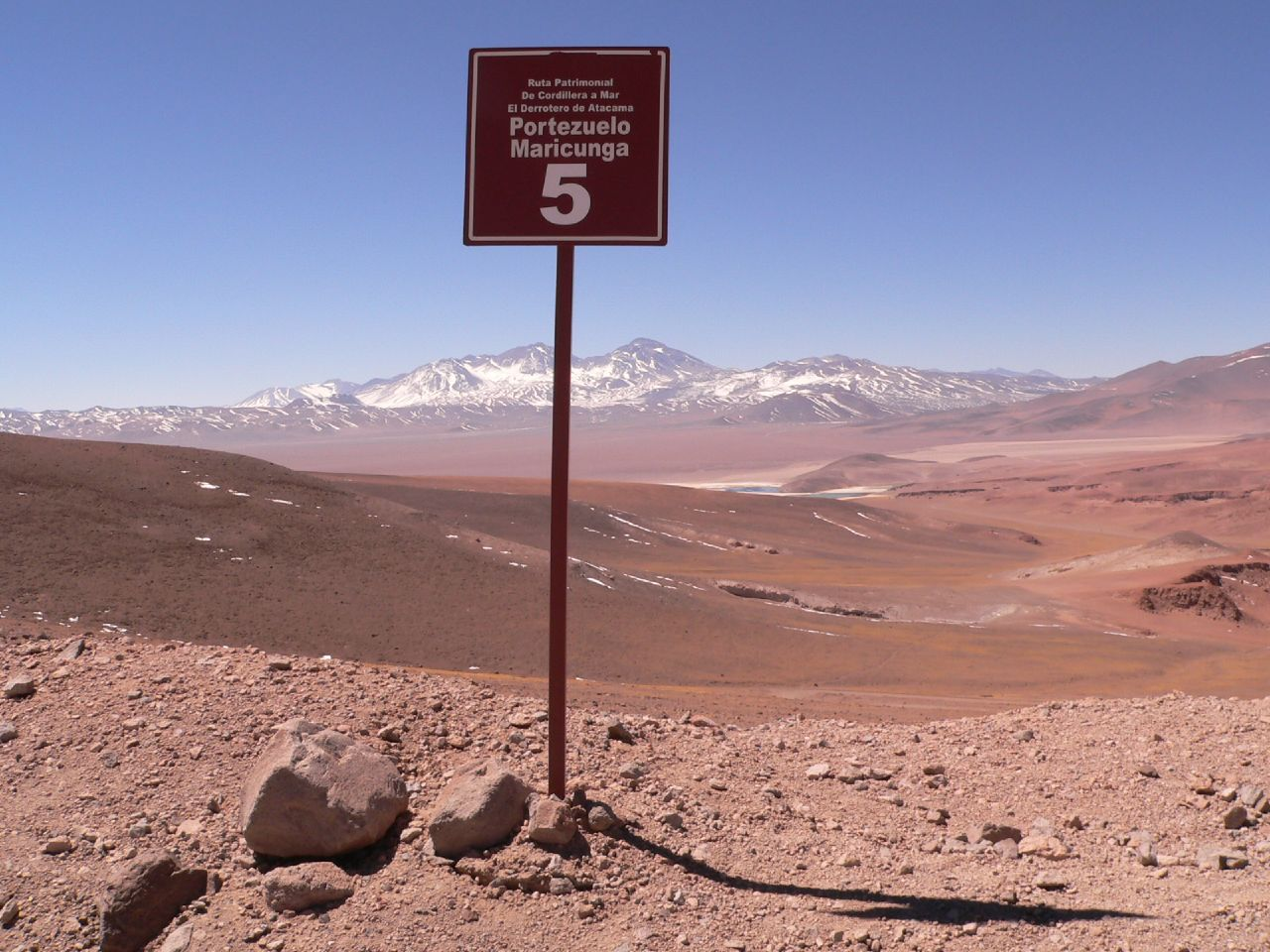
Nevado Tres Cruces, argentinisch-chilenische Grenze

Tres Cruces (span. für „Drei Kreuze“) ist ein Vulkan in den südamerikanischen Anden an der Grenze zwischen der Region Atacama (Chile) und der Provinz Catamarca (Argentinien). Das Massiv hat eine Nord-Süd-Ausdehnung von acht bis zwölf Kilometern und besteht aus drei Hauptgipfeln: dem Südgipfel (spanisch Cumbre Sur oder Cerro Tres Cruces Sur) mit einer Höhe von 6749 Metern, dem Mittleren Gipfel (spanisch Cumbre Central) mit 6629 Metern und dem Nordgipfel (spanisch Cumbre Norte) mit 6008 Metern.
Tres Cruces stellt das westliche Ende einer Vulkankette dar, die hauptsächlich aus den Vulkanen San Francisco, Incahuasi, El Fraile, El Muerto, Ojos del Salado, Cerro Solo und eben Tres Cruces besteht. Der letzte Ausbruch wird in die Zeit des Pleistozäns datiert.
Der Südgipfel ist der fünfthöchste Berg Südamerikas und wurde am 26. Februar 1937 von einer polnischen Expedition erstbestiegen.